# تپه گردنگاه
تپه گردنگاه مربوط به مس و سنگ است و در شهرستان اسلام‌آباد غرب، بخش حمیل، دهستان حمیل، ۲/۲ کیلومتری غرب روستای گردنگاه واقع شده و این اثر در تاریخ ۶ اسفند ۱۳۸۵ با شمارهٔ ثبت ۱۷۵۵۸ به‌عنوان یکی از آثار ملی ایران به ثبت رسیده است.